# Paul Brigham

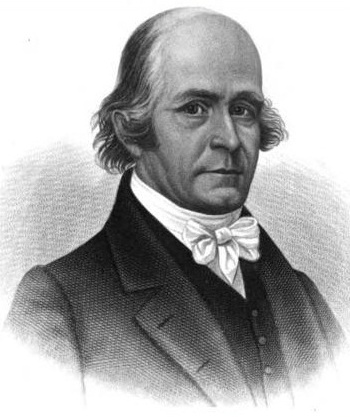
Paul Brigham

Paul Brigham, född 6 januari 1746 i Coventry, Connecticut, död 15 juni 1824 i Norwich, Vermont, var en amerikansk politiker (demokrat-republikan). Han var guvernör i delstaten Vermont från 25 augusti till 16 oktober 1797.
Brigham gifte sig 2 oktober 1767 med Lydia Sawyer. Paret fick fem barn. Han deltog i amerikanska revolutionskriget. Brigham flyttade 1782 till Norwich, Vermont. Han var elektor i presidentvalet i USA 1792 och viceguvernör i Vermont 1796-1813 med undantag för den korta period som han tjänstgjorde som guvernör efter att Thomas Chittenden avled i ämbetet. Han var på nytt viceguvernör 1815-1820.
Brigham var kongregationalist. Hans grav finns på Fairview Cemetery i Norwich, Vermont.